# Olympische Sommerspiele 1936/Radsport – Zeitfahren Bahn (Männer)
Das 1000-m-Zeitfahren mit dem Bahnrad der Männer bei den Olympischen Spielen 1936 in Berlin fand am 8. August im Olympischen Radstadion statt. Olympiasieger wurde der Niederländer Arie van Vliet.

## Ergebnisse
| Rang | Athlet          | Nation                | Zeit            |
| ---- | --------------- | --------------------- | --------------- |
| 1    | Arie van Vliet  | Niederlande           | 1:12,0 min (OR) |
| 2    | Pierre Georget  | Frankreich            | 1:12,8 min      |
| 3    | Rudolf Karsch   | Deutsches Reich       | 1:13,2 min      |
| 4    | Benedetto Pola  | Königreich Italien    | 1:13,6 min      |
| 5    | Arne Pedersen   | Dänemark              | 1:14,0 min      |
| 5    | László Orczán   | Ungarn                | 1:14,0 min      |
| 7    | Ray Hicks       | Großbritannien        | 1:14,8 min      |
| 8    | George Giles    | Neuseeland            | 1:15,0 min      |
| 8    | Edy Baumann     | Schweiz               | 1:15,0 min      |
| 10   | Al Sellinger    | Vereinigte Staaten    | 1:15,2 min      |
| 11   | Tassy Johnson   | Australien            | 1:15,8 min      |
| 12   | Frans Cools     | Belgien               | 1:16,0 min      |
| 13   | Alfred Mohr     | Österreich            | 1:16,4 min      |
| 14   | Harry Haraldsen | Norwegen              | 1:16,8 min      |
| 15   | Bob McLeod      | Kanada                | 1:17,0 min      |
| 15   | Ted Clayton     | Südafrikanische Union | 1:17,0 min      |
| 17   | Jonas Persson   | Schweden              | 1:17,2 min      |
| 18   | Thor Porko      | Finnland              | 1:18,2 min      |
|      | Boris Dimitrow  | Bulgarien             | DNF             |